# Єлисаветградський повіт
Єлисаветградський повіт — повіт Російської імперії, з центром у Єлисаветграді. Утворений в 1776 році у Єлисаветградській провінції з частини Єлисаветградського пікінерного, Чорного і Жовтого гусарських полків.
- До 1783 року у складі Новоросійської губернії
- У 1784—1795 роках у складі Катеринославського намісництва
- З 1795—1796 у складі Вознесенського намісництва
- У 1796—1802 роках у складі Новоросійської губернії
- З поділом 1802 Новоросійської губернії на три увійшов до Миколаївської губернії.
- З переносом 1803 року губернського центру з Миколаєва до Херсона входив до 1921 (з перервою у 1828—1865 рр.) до Херсонської губернії.

Запровадження військових поселень 3-ї уланської Української дивізії у 1821 році й передача частини земель Єлисаветградського повіту у військове відомство привело до його скасування й утворення з решти цивільних земель новоствореного Бобринецького повіту, що сталося 6 грудня 1828 року.
За указом 4 червня 1857 року військові поселення почали скасовуватися, згодом відновився Єлисаветградський повіт, правління якого було переведене з Бобринця до Єлисаветграда у 1865 році.
У 1924—1925 рр. у Єлисаветградському повіті діяв Відділ Онипка — український антибільшовицький повстанський відділ, який знищив 16 партійців, які працювали у сільських організаціях та розгромив більше половини партійних установ, які функціонували у повіті.

## Адміністративний поділ

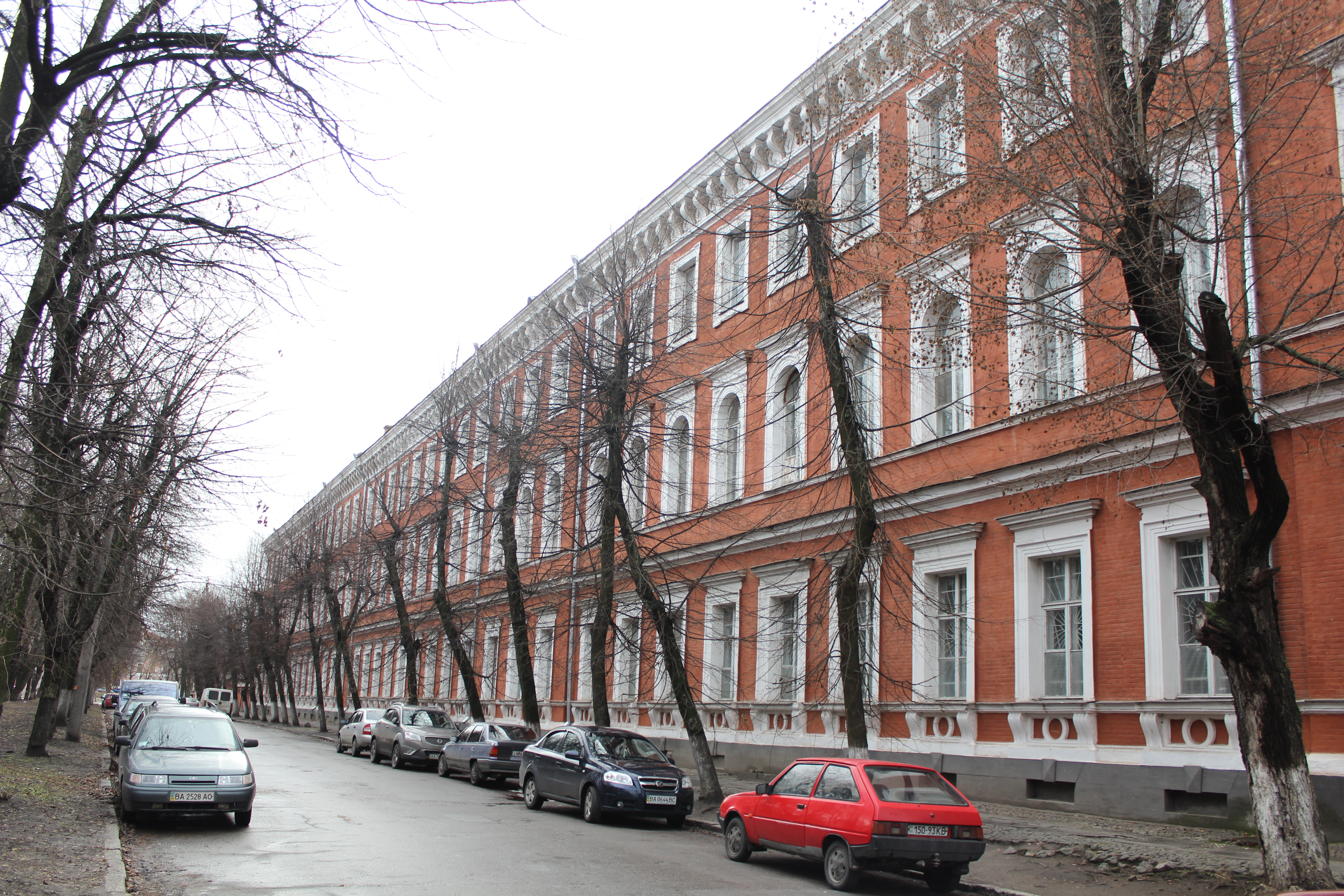
Будівля кавалерійського училища у Кропивницькому

У 1896 році в повіті було 49 волостей. У 1913 році в повіті була 51 волость: Акимовська, Аннинська (центр — с. Стогівка-Аннинське), Антонівська, Березівська, Благодатнівська, Братська, Великовисківська, Витязівська, Вікторштадтська, Вільшанська, Володимирівська, Вознесенська, Возсіятівська (центр — с. Новосіятське), Ганнівська, Глодоська, Грузчанська, Громоклійська, Добровеличківська, Ерделівська, Єланецька, Злинська, Казанська, Кетрисанівська, Компаніївська, Костянтинівська, Липнязька, Лозоватська, Лисогірська, Любомирська, Маловисківська, Мартоноська, Надлакська, Нечаївська, Новоархангельська, Новомиргородська, Обознівська, Олександрівська, Олексіївська, Ольгопільська, Павлівська, Панчівська, Піщанобрідська, Плетено-Ташлицька, Ровенська, Семенастівська, Татарівська, Тишківська, Трикратська, Устинівська, Хмелівська, Щербанівська.

## Населення

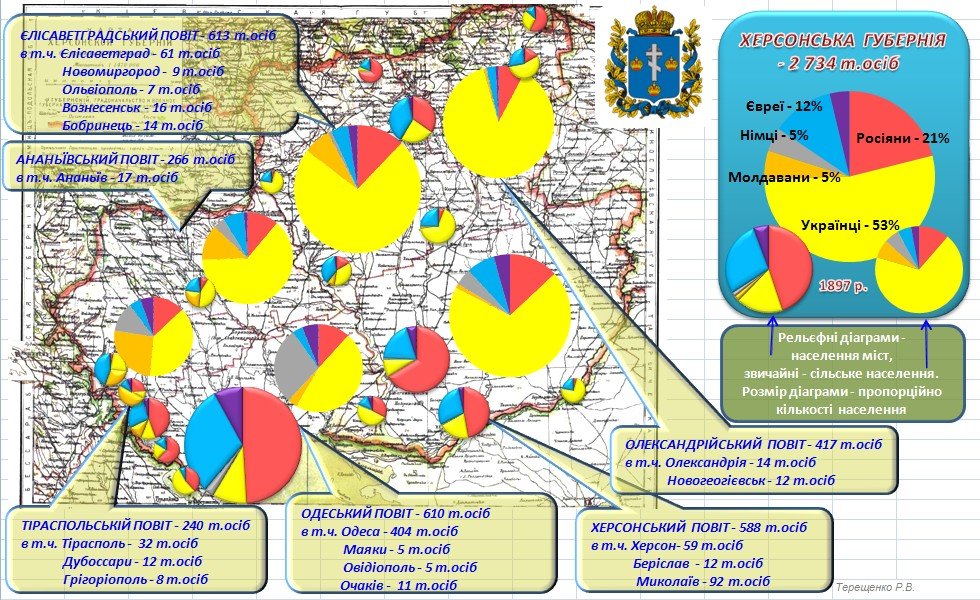
Населення Херсонської губернії згідно з переписом 1897 р.

За даними перепису населення 1897 року в повіті проживало 613,3 тис. чол. В тому числі українці — 66,1 %; росіяни — 15,2 %; євреї — 9,4 %; румуни — 6,0 %. В повітовому містечку Єлисаветграді проживало 61 488 чол., у містах Бобринець — 14 281, Вознесенськ — 15 748, Новомиргород — 9364, Ольвіополь — 6884.

## Міста повіту та поселення, напряму підпорядковані повітовим чи заштатним містам
- Єлисаветград із передмістями Балка, Бикове, Ковалівка, Кущівка, Лагері, Пермське, приміські хутори Бережинські, Завадівка, За Явленим Колодязем, Міського Саду, Соколівські
- Бобринець із передмістями Воїнщина, Грицькове, Ковалівка, Рощина, приміські хутори Велико-Друкові, Водяні, Грузькі, Мало-Друкові, Очеретні, Паньківські, Шляхові
- Вознесенськ
- Новомиргород
- Ольвіополь, приміські хутори Бідняжкині, Блуква, Йорданські, Михайлівські, Русанівські, Топчієві.